# Alfabeto tibetano
El alfabeto tibetano es un alfasilabario  de origen índico utilizado para escribir ciertas lenguas tibéticas, como tibetano, dzongkha, bhutia, ladakhi, jirel y, a veces, balti. También se ha utilizado para algunos idiomas no tibéticos en estrecho contacto cultural con el Tíbet, como el thakali. La forma impresa se llama escritura uchen, mientras que la forma cursiva escrita a mano que se usa en la escritura cotidiana se llama escritura umê.
El alfabeto está estrechamente vinculado a una amplia identidad étnica tibetana, que se extiende fuera de China por áreas de India, Nepal, Bután. La escritura tibetana es de origen índico y es antecesora de los alfabetos  limbu, la lepcha y la escritura multilingüe ʼPhags-pa. 

## Historia
La creación del alfabeto tibetano se atribuye a Thonmi Sambhota de mediados del siglo VII. La tradición sostiene que Thonmi Sambhota, ministro de Songtsen Gampo en el siglo VII, fue enviado a la India para estudiar el arte de escribir y encontrar un sistema de escritura adecuado para el idioma tibetano. A su regreso, introdujo un alfabeto basado en el nagari que se usaba en Cachemira en ese momento. La escritura tenía 30 caracteres consonánticos, de los cuales 6 fueron creados específicamente para coincidir con la fonología tibetana. Sin embargo, este origen todavía se debate; algunos estudios sugieren que la escritura tibetana se basó en una adaptación de las escrituras indias brahmi y gupta de Khotan, enseñada a Thonmi Sambhota en Cachemira.
Se desarrollaron tres estandarizaciones ortográficas. La más importante, una ortografía oficial destinada a facilitar la traducción de sutras budistas, surgió a principios del siglo IX. La ortografía estándar no ha cambiado desde entonces, mientras que el lenguaje hablado ha  cambiado fonéticamente, por ejemplo, perdiendo complejos grupos de consonantes. Como resultado, en todos los dialectos tibetanos modernos y en particular en el tibetano estándar de Lhasa, existe una gran divergencia entre la ortografía actual (que todavía refleja el tibetano hablado del siglo IX) y la pronunciación actual. Esta divergencia es la base de un argumento a favor de la reforma ortográfica, para escribir tibetano como se pronuncia ; por ejemplo, escribiendo Kagyu en lugar de Bka'-rgyud. Por el contrario, la pronunciación de las lenguas balti, ladakhi y purigi se adhiere más estrechamente a la ortografía original. El purigi es el heredero lingüístico más cercano del tibetano antiguo y, por lo tanto, sus pronunciaciones son cercanas al tibetano antiguo.
Nuevas investigaciones y escritos sugieren que había una o más escrituras tibetanas en uso antes de la introducción de la escritura actual por Songtsen Gampo y Thonmi Sambhota. Los manuscritos Tunhong (Manuscritos de Dunhuang) son las pruebas clave para sostener esta hipótesis.

## Unicode
El alfabeto tibetano fue originalmente uno de los alfabetos de la primera versión del estándar Unicode en 1991, en el bloque Unicode U+1000 – U+104F. Sin embargo, en 1993, en la versión 1.1, se eliminó (sus puntos de código se usarían más tarde para el alfabeto birmano en la versión 3.0). La escritura tibetana se volvió a agregar en julio de 1996 con el lanzamiento de la versión 2.0.
El bloque Unicode actual para el tibetano es U + 0F00 – U + 0FFF. Incluye letras, dígitos y varios signos de puntuación y símbolos especiales utilizados en textos religiosos:
| Tibetan Official Unicode Consortium code chart (PDF)                                |   |   |   |   |   |   |   |   |   |   |   |   |      |   |   |   |
|                                                                                     | 0 | 1 | 2 | 3 | 4 | 5 | 6 | 7 | 8 | 9 | A | B | C    | D | E | F |
| U+0F0x                                                                              | ༀ | ༁ | ༂ | ༃ | ༄ | ༅ | ༆ | ༇ | ༈ | ༉ | ༊ | ་ | ༌ NB | ། | ༎ | ༏ |
| U+0F1x                                                                              | ༐ | ༑ | ༒ | ༓ | ༔ | ༕ | ༖ | ༗ | ༘  | ༙  | ༚ | ༛ | ༜    | ༝ | ༞ | ༟ |
| U+0F2x                                                                              | ༠ | ༡ | ༢ | ༣ | ༤ | ༥ | ༦ | ༧ | ༨ | ༩ | ༪ | ༫ | ༬    | ༭ | ༮ | ༯ |
| U+0F3x                                                                              | ༰ | ༱ | ༲ | ༳ | ༴ | ༵  | ༶ | ༷  | ༸ | ༹  | ༺ | ༻ | ༼    | ༽ | ༾  | ༿  |
| U+0F4x                                                                              | ཀ | ཁ | ག | གྷ | ང | ཅ | ཆ | ཇ |   | ཉ | ཊ | ཋ | ཌ    | ཌྷ | ཎ | ཏ |
| U+0F5x                                                                              | ཐ | ད | དྷ | ན | པ | ཕ | བ | བྷ | མ | ཙ | ཚ | ཛ | ཛྷ    | ཝ | ཞ | ཟ |
| U+0F6x                                                                              | འ | ཡ | ར | ལ | ཤ | ཥ | ས | ཧ | ཨ | ཀྵ | ཪ | ཫ | ཬ    |   |   |   |
| U+0F7x                                                                              |   | ཱ  | ི  | ཱི  | ུ  | ཱུ  | ྲྀ  | ཷ  | ླྀ  | ཹ  | ེ  | ཻ  | ོ     | ཽ  | ཾ  | ཿ  |
| U+0F8x                                                                              | ྀ  | ཱྀ  | ྂ  | ྃ  | ྄  | ྅ | ྆  | ྇  | ྈ | ྉ | ྊ | ྋ | ྌ    | ྍ  | ྎ  | ྏ  |
| U+0F9x                                                                              | ྐ  | ྑ  | ྒ  | ྒྷ  | ྔ  | ྕ  | ྖ  | ྗ  |   | ྙ  | ྚ  | ྛ  | ྜ     | ྜྷ  | ྞ  | ྟ  |
| U+0FAx                                                                              | ྠ  | ྡ  | ྡྷ  | ྣ  | ྤ  | ྥ  | ྦ  | ྦྷ  | ྨ  | ྩ  | ྪ  | ྫ  | ྫྷ     | ྭ  | ྮ  | ྯ  |
| U+0FBx                                                                              | ྰ  | ྱ  | ྲ  | ླ  | ྴ  | ྵ  | ྶ  | ྷ  | ྸ  | ྐྵ  | ྺ  | ྻ  | ྼ     |   | ྾ | ྿ |
| U+0FCx                                                                              | ࿀ | ࿁ | ࿂ | ࿃ | ࿄ | ࿅ | ࿆  | ࿇ | ࿈ | ࿉ | ࿊ | ࿋ | ࿌    |   | ࿎ | ࿏ |
| U+0FDx                                                                              | ࿐ | ࿑ | ࿒ | ࿓ | ࿔ | ࿕ | ࿖ | ࿗ | ࿘ | ࿙ | ࿚ |   |      |   |   |   |
| U+0FEx                                                                              |   |   |   |   |   |   |   |   |   |   |   |   |      |   |   |   |
| U+0FFx                                                                              |   |   |   |   |   |   |   |   |   |   |   |   |      |   |   |   |
| Notas Desde la versión Unicode 13.0 Las áreas grises indican segmentos no asignados |   |   |   |   |   |   |   |   |   |   |   |   |      |   |   |   |